# اس‌ان ۱۹۸۷ای
اس‌ان ۱۹۸۷ای (به انگلیسی: SN 1987A) آخرین ابرنواختری بود که توسط بشر با چشم غیر مسلح رصد شد. یان شلتون، اخترشناسی که در رصدخانه لاس کامپاناس کار می‌کرد، این ابرنواختر را در سال ۱۹۸۷ در ابر ماژلانی بزرگ کشف کرد.
سه و نیم سال پس از انفجار اس ان ۱۹۸۷ای؛ اخترشناسان با استفاده از تلسکوپ هابل؛ تصاویر جدیدی از این ابرنواختر را به دست آوردند. تصاویر نشان می‌دهند که حلقه‌ای از گاز در حال تابیدن دور ستاره منفجر شده‌است.
بعد از اینکه تلسکوپ هابل در سال ۱۹۹۴ تعمیر شد، اس‌ان ۱۹۸۷ای دوباره مشاهده شد و این بار در اطراف آن سه حلقه نورانی دیده شد. این حلقه‌ها اثری از هیدروژن غنی شده اتمسفر بیرونی هستند که حدود ۲۰٬۰۰۰ سال قبل توسط بادهای ستاره‌ای از ستاره اجدادی؛ وقتی که یک ابرغول قرمز بوده، خارج شده‌است. این گاز منتشر شده به شکل یک ساعت شنی است؛ چون در سرتاسر خط استوای آن  انتشار گاز مسدود شده‌است.
اس‌ان۱۹۸۷اِی یکی از شناخته‌شده‌ترین اجرام در آسمان نیمکره جنوبی است که موضوع مطالعات زیادی بوده‌است. زمانی که این ستاره در سال ۱۹۸۷ منفجر شد نزدیکترین و درخشان‌ترین ابرنواَختر در آسمان بعد از تقریباً ۴۰۰ سال بود.
«اس‌ان۱۹۸۷اِی» در فاصله ۱۷۰ هزار سال نوری در ابر ماژلانی بزرگ قرار دارد.